# Melas Labes
La Melas Labes è una struttura geologica della superficie di Marte.